# 凱文·高斯曼
凱文·約翰·高斯曼（英語：Kevin John Gausman，1991年1月6日—）為美國職棒大聯盟的投手，目前效力於多倫多藍鳥隊。他先前曾效力過金鶯、勇士、紅人與巨人等隊。他在2012年選秀會中被金鶯隊選走（第一輪第4順位），並在隔年登上大聯盟。

## 職業生涯

### 巴爾的摩金鶯
2013年5月23日，高斯曼登上大聯盟。然而他在初登板主投5局失4分吞敗。6月24日，他在3A待了10天之後升上大聯盟。6月28日，他拿下大聯盟生涯首勝。當時他後援4+1⁄3局，僅被敲出3支安打，並送出4次三振無失分。

#### 2014年
6月7日，高斯曼以先發投手身分拿下大聯盟首勝。當時他先發主投7局，送出6次三振，僅失1分。他在這年拿下7勝7敗，防禦率3.57。這年季後賽，高斯曼被球隊指派為後援投手。他出賽3場，投了8局，防禦率僅1.13。可惜金鶯隊在聯盟冠軍賽被皇家隊橫掃。

#### 2015年
這年高斯曼出賽25場比賽，其中17場擔任先發，他拿下4勝7敗，防禦率4.25的平均成績。不過這年他也送出生涯單季新高的103次三振，而金鶯隊在這年拿下81勝81敗，無緣闖進季後賽。

#### 2016年

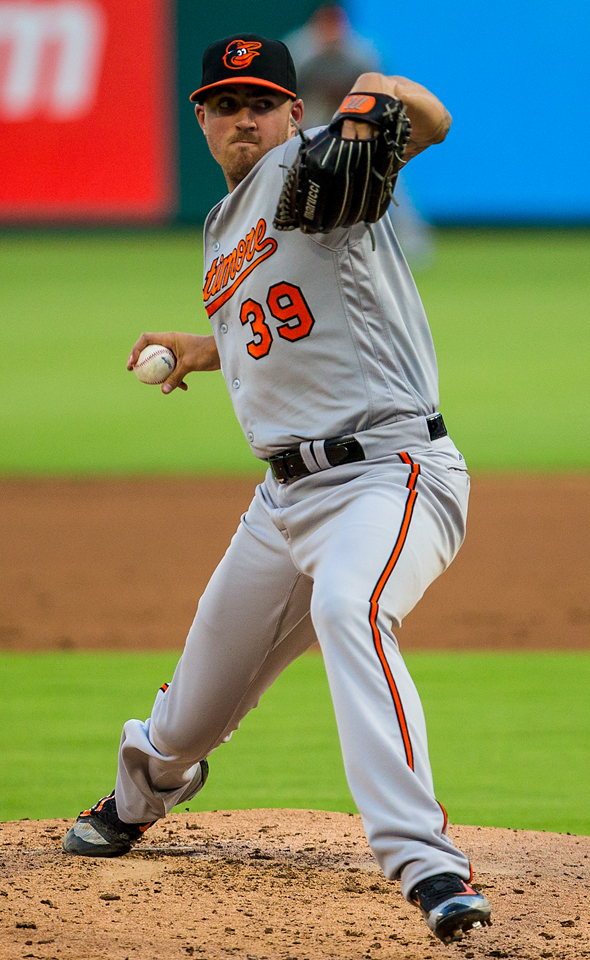
2016年6月20日的高斯曼

這年高斯曼在季初就掛傷兵，直到4月25日才完成該年的首場先發。他在這年的第三場先發投出了代表作，當時他先發8局，僅被敲出3支安打，無失分，球隊在延長10局才以比數1:0險勝。
高斯曼在上半季先發15場，雖然防禦率4.15，然而他卻只有拿下1勝6敗。
8月28日，他面對洋基隊先發7局無失分。下場比賽再度面對洋基隊，他又投出6局無失分。他也在這年締造了個人連續21.1局無失分的紀錄。
這年他拿下11勝12敗，防禦率僅3.61。他的三振數也來到生涯新高的174次，表現不俗，卻因為隊友火力支援有所不足，而導致個人勝少敗多的戰績。

#### 2017年
3月28日，高斯曼成為球隊的開幕戰先發投手。5月3日，他對贊德爾·柏加茲投出觸身球，遭到驅逐出場，這是他生涯首度被驅逐。7月29日，高斯曼投出生涯新高的單場8+2⁄3局，並送出8次三振拿下勝投。

#### 2018年
這年他為了致敬「大夫」洛伊·哈勒戴，於是他將背號從39號改為34號。4月23日，他在面對印地安人隊的先發達成了大聯盟史上第90場的完美一局。

### 亞特蘭大勇士
2018年7月31日，金鶯隊將高斯曼和達倫·奧戴交易至勇士隊，換來Brett Cumberland、Jean Carlos Encarnacion、Evan Phillips、Bruce Zimmermann等人，以及一些國際簽約金。
2019年春訓，高斯曼感到肩膀不適，於是他開季先在小聯盟進行復健賽。2019年5月3日，由於高斯曼對馬林魚隊投手荷西·烏瑞尼亞投出誇張的暴投，因此他被驅逐出場。事後他因此舉被禁賽5場。而他在勇士先發16場比賽，一共拿下3勝7敗，防禦率6.19。

### 辛辛那提紅人
2019年8月5日，紅人隊將高斯曼從讓渡名單中選走。而他到了紅人隊轉型成為後援投手，他也在這年8月18日以後援投手身分達成生涯第二次的完美一局。2019年12月2日，高斯曼的合約到期，並成為自由球員。

### 舊金山巨人
2019年12月10日，高斯曼與巨人隊簽下1年的合約。

### 多倫多藍鳥
2021年12月1日，高斯曼和藍鳥隊簽下5年1.1億美元的合約。2022年球季，他共先發31場，個人為12勝10負，自責分率3.35，有205次三振。在外卡系列第二場，登板對陣西雅圖水手隊。
2023年高斯曼的表現更進一步，包括自責分率3.16，在185局當中投出237次三振（美聯最佳）。他在美聯賽揚獎的票選上名列第三位。
2024年球季，他持續穩定的個人表現，為藍鳥隊先發31場，有14勝11負、3.83自責分率以及162次奪三振。

## 技術特點
高斯曼主要有五個球種，分別是四縫線快速球、伸卡球、滑球、指叉球及變速球。

## 個人生活
高斯曼在2016年12月結婚，並育有一女。另外，高斯曼從小就是科羅拉多洛磯隊的球迷。

## 外部連結
- 球員資訊和成績在MLB ，ESPN ，Retrosheet ，Baseball Reference ，Baseball Reference (Minors) ，Fangraphs ，The Baseball Cube （英文）
- 凱文·高斯曼的X（前Twitter）
- 凱文·高斯曼在台灣棒球維基館上的頁面（繁體中文）